# Olympische Zomerspelen 1996
De Olympische Zomerspelen van de XXVIe Olympiade werden in 1996 gehouden in Atlanta, Georgia in de Verenigde Staten. Deze spelen staan ook wel bekend als de Centennial Games (Honderdjariges Spelen) omdat ze precies een eeuw na de eerste moderne Olympische Zomerspelen 1896 in Griekenland plaatsvonden.
Atlanta werd op 18 september 1990 door het IOC verkozen met 51 tegen 35 stemmen in de laatste ronde. De beslissing van het Internationaal Olympisch Comité om de Spelen aan Atlanta toe te wijzen was vrij verrassend. De redenering was dat Athene niet genoeg tijd zou hebben om zijn infrastructuur aan nieuwe Spelen aan te passen. Later werd beweerd dat enkele IOC-leden zouden omgekocht zijn, maar dit werd nooit bewezen. Tijdens en na de Spelen werd echter vastgesteld dat het organiserend comité van Atlanta had overdreven en zelfs gelogen over de transportmogelijkheden, de hitte en de vochtigheid in augustus en over het hoge misdaadcijfer van de stad.
Deze Spelen werden opgeschrikt door een bomaanslag in het midden van de menigte in het Centennial Olympic Park in Atlanta. er vielen 2 doden en 111 gewonden. De aanslag werd gepleegd door Eric Robert Rudolph, gemotiveerd door witte suprematie. 
De Spelen waren financieel gezien een succes. Dit is onder meer te danken recordopbrengsten uit sponsordeals en uitzendrechten, zoals het hoofdsponsorschap van Coca Cola, waarvan het hoofdkantoor zetelt in Atlanta. De Spelen werden door velen als "te commercieel" bestempeld. Ook op de beschikbaarheid van voedsel en vervoer werd kritiek gegeven.

## Deelnemers
- Aantal deelnemers
  - 10.343 (6.820 mannen en 3.520 vrouwen) uit 197 landen
- Jongste deelnemer
  - ( CAM) Hem Reaksmey (12 jaar, 320 dagen)
- Oudste deelnemer
  - ( PUR) José Artecona (63 jaar, 350 dagen)

## Hoogtepunten
- Alle 197 landen die op dat moment aangesloten waren bij het IOC, namen deel aan deze Spelen.
- Softbal, beachvolleybal, mountainbiken en damesvoetbal stonden voor het eerst op het programma.
- Michael Johnson bij de heren en Marie-José Pérec bij de dames weten zowel de 200 meter als de dubbele afstand te winnen bij de atletiekwedstrijden. Johnson scherpt op de 200 meter het wereldrecord aan tot 19.32.
- Voor het eerst mogen ook professionals deelnemen aan het wielrennen. De tijdrit wordt gewonnen door vijfvoudig Ronde van Frankrijk-winnaar Miguel Indurain.
- Carl Lewis weet voor de vierde keer op rij het verspringen te winnen en eindigt zijn carrière met negen olympische titels.
- Linford Christie weet zijn titel op de 100 meter (atletiek) niet te verdedigen, hij maakt in de finale twee valse starts en wordt gediskwalificeerd. De finale wordt gewonnen door Donovan Bailey in een nieuw wereldrecord (9.84).
- De Turkse gewichtheffer Naim Süleymanoğlu weet als eerst gewichtheffer driemaal op rij olympisch kampioen te worden.
- De Brit Steve Redgrave weet bij het roeien voor de vierde keer een gouden medaille te halen, deze keer bij de twee zonder stuurman.
- De Ierse zwemster Michelle Smith wint drie gouden (200 en 400 m wisselslag en 400 m vrije slag) en een bronzen medaille (200 m vlinderslag). Haar prestatie wordt echter al vlug overschaduwd door dopinggeruchten, die in 1999 werden bevestigd toen een dopingtest haar als positief aanwees en Smith werd geschorst.
- Amy Van Dyken won vier gouden olympische zwemmedailles en werd zo de eerste Amerikaanse die vier olympische titels op één Spelen behaalde.
- De lievelinge van het publiek was de Amerikaanse turnster Kerri Strug die, ondanks een blessure opgelopen in het laatste onderdeel, toch het goud voor de Amerikaanse turnploeg weet veilig te stellen.
- In het mannentennis won een grote naam het tennistoernooi: het goud ging naar de Amerikaan Andre Agassi. Hij versloeg in de finale de Spanjaard Sergi Bruguera in drie sets.

## Sporten
Tijdens deze Spelen werd er gesport binnen 26 sporten.

### Mutaties
| Sport             | Nieuw                                                                       | Verdwenen (t.o.v. 1992)                                     | Opmerkingen |
| ----------------- | --------------------------------------------------------------------------- | ----------------------------------------------------------- | ----------- |
| Atletiek          | 5000m (v) hink-stap-springen (v)                                            | 3000m (v)                                                   |             |
| badminton         | dubbelspel (g)                                                              |                                                             |             |
| gymnastiek        | ritmische gymnastiek team (v)                                               |                                                             |             |
| moderne vijfkamp  |                                                                             | team (m)                                                    |             |
| roeien            | lichte dubbel-twee (m) lichte vier-zonder (m) lichte dubbel-twee (v)        | twee-met-stuurman (m) vier-met-stuurman (m) vier-zonder (v) |             |
| schermen          | degen (v) degen team (v)                                                    |                                                             |             |
| schietsport       | dubbeltrap (m) dubbeltrap (v)                                               |                                                             |             |
| softbal           | vrouwen                                                                     |                                                             |             |
| synchroon zwemmen | team (v)                                                                    | solo (v) duet (v)                                           |             |
| voetbal           | vrouwen                                                                     |                                                             |             |
| volleybal         | beach (m) beach (v)                                                         |                                                             |             |
| wielersport       | cross-country (m) cross-country (v) puntenkoers (v) tijdrit (m) tijdrit (v) | ploegentijdrit (m)                                          |             |
| zeilen            | laser (o)                                                                   | flying Dutchman (o)                                         |             |
| zwemmen           | 4x200m vrije slag (v)                                                       |                                                             |             |
|                   | +23                                                                         | -9                                                          | +14         |

## Deelnemende landen

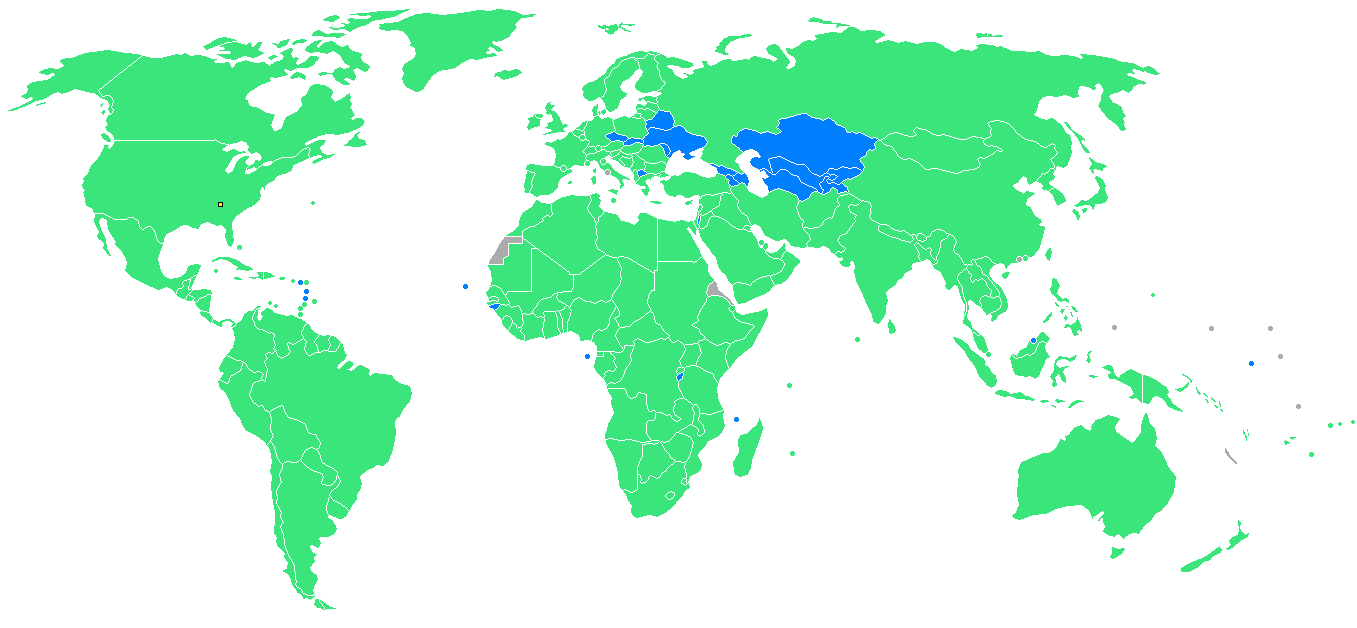

Er namen 197 landen deel aan de Spelen. Vierentwintig landen debuteerden op de Zomerspelen, inclusief twaalf voormalige Sovjet-republieken die vier jaar eerder als een gezamenlijk team deelnamen. Elf van de nieuwe landen namen twee jaar eerder al deel aan de Winterspelen. Dit waren Armenië, Georgië, Kazachstan, Kirgizstan, Moldavië, Tsjechië, Slowakije, Oekraïne, Oezbekistan, Wit-Rusland en Rusland. Dat laatste land maakte zijn rentree op de Zomerspelen. Het deed voor het laatst in 1912 als Rusland mee. De veertien landen die voor het eerst aan de Spelen deelnamen waren Azerbeidzjan, Burundi, Comoren, Dominica, Guinea-Bissau, Kaapverdië, Macedonië, Nauru, Palestina, Saint Kitts en Nevis, Saint Lucia, Sao Tomé en Principe, Tadzjikistan en Turkmenistan.

### Arubaanse prestaties
Bij hun derde deelname werd Aruba vertegenwoordigt door drie olympiërs in drie sporten. In de atletiek namen Miguel Janssen deel, in de wielersport Lucien Dirksz en bij het gewichtheffen Isnardo Faro bij de middengewichten. Laatst genoemde behaalde met de 21e plaats de beste klassering voor Aruba.

### Belgische prestaties
- Op deze Spelen behaalde België zes medailles. Vooral het Belgische judo was zeer succesvol met een gouden, een zilveren en twee bronzen medailles.
  - Nadat ze in 1992 geblesseerd had moeten opgeven, was 1996 een succesjaar voor Ulla Werbrouck. In de categorie -72 kg won ze haar finale met ippon.
  - Gella Vandecaveye, van wie men een tweede gouden medaille verwachtte, verloor in haar finale met ippon.
  - Harry Van Barneveld haalde brons in de klasse + 95 kg en Marie-Isabelle Lomba deed hetzelfde in categorie -56 kg.
- Een tweede gouden medaille werd in het zwemmen behaald. Frédérik Deburghgraeve won de finale van de 100 meter schoolslag. Eerder had hij in de reeksen al het wereldrecord scherper gezet op 1'00"60.

- Een tweede zilveren medaille werd in het zeilen behaald door Sébastien Godefroid in de finn-klasse, met een totaal van 45,00 punten.

Medailles
| Medaille   | Winnaar                | Onderdeel                 |
| ---------- | ---------------------- | ------------------------- |
| Goud (2)   | Frédérik Deburghgraeve | zwemmen, 100 m schoolslag |
| Goud (2)   | Ulla Werbrouck         | judo, -72 kg              |
| Zilver (2) | Gella Vandecaveye      | judo, -61 kg              |
| Zilver (2) | Sébastien Godefroid    | zeilen, Finn              |
| Brons (2)  | Harry Van Barneveld    | judo, +95 kg              |
| Brons (2)  | Marie-Isabelle Lomba   | judo, -56 kg              |

### Nederlandse prestaties
- De Holland Acht legt bij het roeien beslag op het goud. De boot met Nico Rienks op slag was het hele jaar in topvorm. Met een snelle start proberen de Duitsers de Nederlandse boot te slim af te zijn, met een sterke tussensprint halverwege de race weten de Nederlanders uiteindelijk met meer dan een bootlengte voorsprong te winnen.
- Bij het volleybal wordt Nederland olympisch kampioen door in de finale Italië te verslaan (17-15 in de vijfde set).
- Een 1-0-achterstand in de finale wordt door het herenhockeyteam uiteindelijk omgezet in een 3-1-overwinning.
- Bart Brentjens wordt de eerste olympisch kampioen mountainbiken; hij rijdt bijna de hele wedstrijd voorop en wint uiteindelijk met grote voorsprong.

Medailles
| Medaille   | Winnaar                   | Onderdeel                 |
| ---------- | ------------------------- | ------------------------- |
| Goud (4)   | Heren volleyballers       | volleybal                 |
| Goud (4)   | Heren hockeyers           | hockey                    |
| Goud (4)   | Heren roeiploeg           | roeien, acht met stuurman |
| Goud (4)   | Bart Brentjens            | wielrennen, mountainbiken |
| Zilver (5) | Ruiterteam dressuur       | paardensport, dressuur    |
| Zilver (5) | Aardewijn/Van der Linden  | roeien, dubbel-twee       |
| Zilver (5) | Anky van Grunsven         | paardensport, dressuur    |
| Zilver (5) | Ingrid Haringa            | wielrennen, puntenkoers   |
| Zilver (5) | Margriet Matthijsse       | zeilen, Europe-klasse     |
| Brons (10) | Dames hockeyers           | hockey                    |
| Brons (10) | Van Nes/Eijs              | roeien, dubbel-twee       |
| Brons (10) | Jenny Gal                 | judo, tot 61 kilo         |
| Brons (10) | Ingrid Haringa            | wielrennen, 1000m sprint  |
| Brons (10) | Roy Heiner                | zeilen, Finn-klasse       |
| Brons (10) | Mark Huizinga             | judo, tot 86 kilo         |
| Brons (10) | Sven Gunther Rothenberger | paardensport, dressuur    |
| Brons (10) | Kirsten Vlieghuis         | zwemmen, 400m vrije slag  |
| Brons (10) | Kirsten Vlieghuis         | zwemmen, 800m vrije slag  |
| Brons (10) | Claudia Zwiers            | judo, tot 66 kilo         |

### Nederlands-Antilliaanse prestaties
Bij hun tiende deelname werden de Nederlandse Antillen vertegenwoordigt door zes olympiërs in vijf sporten. In de atletiek nam Ellsworth Manuel deel, bij het judoën Sergio Murray, in de schietsport nam Michel Daou deel, bij het zeilen namen Paul Dieleman en Constantino Saragosa deel en in de zwemsport bij het baanzwemmen Howard Hinds. De beste eindklassering met een 34e plaats werd door Dielemans bij het zeilen in de open laser-klasse behaald.

### Surinaamse prestaties
Namens Suriname namen zeven olympiërs deel in drie sporten. In de atletiek namen Tommy Asinga en Letitia Vriesde beide voor de derde keer deel. Bij badminton nam Oscar Brandon deel, en in de zwemsport namen Carolyn Adel, Mike Fung A Wing, Enrico Linscheer en Giovanni Linscheer deel in de discipline baanzwemmen. Vriesde leverde met haar halve finale plaats op de 800 meter de beste prestatie.

## Medaillespiegel
Er werden 842 medailles uitgereikt. Het IOC stelt officieel geen medailleklassement op, maar geeft desondanks een medailletabel ter informatie. In het klassement wordt eerst gekeken naar het aantal gouden medailles, vervolgens de zilveren medailles en tot slot de bronzen medailles.
In de volgende tabel staat de top-10 en het Belgische en Nederlandse resultaat. Het gastland heeft een blauwe achtergrond en het grootste aantal medailles in elke categorie is vetgedrukt.
Zie de medaillespiegel van de Olympische Zomerspelen 1996 voor de volledige weergave.
| Plaats | Land             | NOC | Goud | Zilver | Brons | Totaal |
| ------ | ---------------- | --- | ---- | ------ | ----- | ------ |
| 1      | Verenigde Staten | USA | 44   | 32     | 25    | 101    |
| 2      | Rusland          | RUS | 26   | 21     | 16    | 63     |
| 3      | Duitsland        | GER | 20   | 18     | 27    | 65     |
| 4      | China            | CHN | 16   | 22     | 12    | 50     |
| 5      | Frankrijk        | FRA | 15   | 7      | 15    | 37     |
| 6      | Italië           | ITA | 13   | 10     | 12    | 35     |
| 7      | Australië        | AUS | 9    | 9      | 23    | 41     |
| 8      | Cuba             | CUB | 9    | 8      | 8     | 25     |
| 9      | Oekraïne         | UKR | 9    | 2      | 12    | 23     |
| 10     | Zuid-Korea       | KOR | 7    | 15     | 5     | 27     |
|        |                  |     |      |        |       |        |
| 15     | Nederland        | NED | 4    | 5      | 10    | 19     |
| 31     | België           | BEL | 2    | 2      | 2     | 6      |

## Schandalen
- Voor de beslissende stemming over welke stad de Spelen ter viering van het honderdjarige bestaan van de moderne Olympische Spelen mocht organiseren, werden Athene goede kansen toegedicht. Atlanta bleek uiteindelijk de verrassende winnaar. Na het schandaal rond de toewijzing van de Winterspelen van 2002 aan Salt Lake City is er een onderzoek ingesteld naar de toekenning van eerdere Spelen, onder andere naar die van 1996. Hieruit bleek dat er door het organisatiecomité van Atlanta giften waren gegeven aan een groot aantal IOC-leden die uiteindelijk de keuze moesten maken. Sommige bronnen beweren dat deze de stemming hebben beïnvloed .
- Ondanks strenge veiligheidsmaatregelen ontplofte op 27 juli 's avonds in het Centennial Olympic Park in het centrum van Atlanta een bom tijdens een concert. Twee mensen kwamen hierbij om het leven (één overleed aan een hartaanval door de schrik) en meer dan 100 mensen raakten gewond. De Spelen werden hierdoor echter niet beïnvloed en gingen gewoon door.
- Tijdens de sluitingsceremonie beschreef Juan Antonio Samaranch de Spelen voor het eerst niet als "de beste ooit". Dit had vooral te maken met de complete chaos die een aantal keren ontstond door het falen van het transportsysteem.
- Vijf atleten werden in eerste instantie gediskwalificeerd voor het gebruik van doping. Een aantal van hen kreeg later eerherstel, omdat de producten die zij gebruikt zouden hebben pas een paar weken voor de Spelen op de lijst van verboden middelen waren geplaatst.

Atletiek · Badminton · Basketbal · Boksen · Boogschieten · Gewichtheffen · Gymnastiek · Handbal · Hockey · Honkbal · Judo · Kanovaren · Moderne vijfkamp · Paardensport · Roeien · Schermen · Schietsport · Schoonspringen · Softbal · Synchroonzwemmen · Tafeltennis · Tennis · Voetbal · Volleybal · Waterpolo · Wielersport · Worstelen · Zeilen · Zwemmen
Afghanistan · Albanië · Algerije · Amerikaanse Maagdeneilanden · Amerikaans-Samoa · Andorra · Angola · Antigua‑Barbuda · Argentinië · Armenië · Aruba · Australië · Azerbeidzjan · Bahama's · Bahrein · Bangladesh · Barbados · België · Belize · Benin · Bermuda · Bhutan · Bolivia · Bosnië en Herzegovina · Botswana · Brazilië · Britse Maagdeneilanden · Brunei · Bulgarije · Burkina Faso · Burundi · Cambodja · Canada · Centraal-Afrikaanse Republiek · Chili · China · Chinees Taipei · Colombia · Comoren · Congo-Brazzaville · Cookeilanden · Costa Rica · Cuba · Cyprus · Denemarken · Djibouti · Dominica · Dominicaanse Republiek · Duitsland · Ecuador · Egypte · El Salvador · Equatoriaal-Guinea · Estland · Ethiopië · Fiji · Filipijnen · Finland · Frankrijk · Gabon · Gambia · Georgië · Ghana · Grenada · Griekenland · Groot-Brittannië · Guam · Guatemala · Guinee · Guinee-Bissau · Guyana · Haïti · Honduras · Hongarije · Hongkong · Ierland · IJsland · India · Indonesië · Irak · Iran · Israël · Italië · Ivoorkust · Jamaica · Japan · Jemen · Joegoslavië · Jordanië · Kaaimaneilanden · Kaapverdië · Kameroen · Kazachstan · Kenia · Kirgizië · Koeweit · Kroatië · Laos · Lesotho · Letland · Libanon · Liberia · Libië · Liechtenstein · Litouwen · Luxemburg ·  Macedonië · Madagaskar · Malawi · Malediven · Maleisië · Mali · Malta · Marokko · Mauritanië · Mauritius · Mexico · Moldavië · Monaco · Mongolië · Mozambique · Myanmar · Namibië · Nauru · Nederland · Nederlandse Antillen · Nepal · Nicaragua · Nieuw-Zeeland · Niger · Nigeria · Noord-Korea · Noorwegen · Oeganda · Oekraïne · Oezbekistan · Oman · Oostenrijk · Pakistan · Palestina · Panama · Papoea-Nieuw-Guinea · Paraguay · Peru · Polen · Portugal · Puerto Rico · Qatar · Roemenië · Rusland · Rwanda · Saint Kitts en Nevis · Saint Lucia · Saint Vincent en Grenadines · Salomonseilanden · Samoa · San Marino · Sao Tomé en Principe · Saoedi-Arabië · Senegal · Seychellen · Sierra Leone · Singapore · Slovenië · Slowakije · Soedan · Somalië · Spanje · Sri Lanka · Suriname · Swaziland · Syrië · Tadzjikistan · Tanzania · Thailand · Togo · Tonga · Trinidad en Tobago · Tsjaad · Tsjechië · Tunesië · Turkije · Turkmenistan · Uruguay · Vanuatu · Venezuela · Verenigde Arabische Emiraten · Verenigde Staten · Vietnam · Wit-Rusland · Zaïre · Zambia · Zimbabwe · Zuid-Afrika · Zuid-Korea · Zweden · Zwitserland
Olympische Zomerspelen
Olympische Winterspelen
Gerelateerd
Olympische Jeugdspelen · Paralympische Spelen · Deaflympische Spelen · Special Olympic World Games
IOC · COA · BOIC · NOC*NSF · NAOC · SOC
- Gemeinsame Normdatei: 2151964-X
- Library of Congress Control Number: no93005444
- Nationale Bibliotheek van Tsjechië: kn20031030007
- Nationale Bibliotheek van Israël: 987010857744905171
- Virtual International Authority File: 157937690